# Pitasoma capnegre
El pitasoma capnegre (Pittasoma michleri) és una espècie d'ocell de la família dels conopofàgids (Conopophagidae).

## Hàbitat i distribució
Habita el terra de la selva pluvial, a les terres baixes al centre i est de Costa Rica, Panamà i nord-oest de Colòmbia.